# NARTH
L'Associazione nazionale per la ricerca e la terapia dell'omosessualità (in inglese: National Association for Research & Therapy of Homosexuality, abbreviato come NARTH, e nota anche come NARTH Institute), è un'organizzazione statunitense apolitica, areligiosa e senza scopo di lucro, che promuove la terapia di conversione, ritenuta da una larga parte delle associazioni psicoanalitiche una pratica pseudoscientifica che, su base volontaria e senza metodi costrittivi, mira a cambiare l'orientamento sessuale delle persone omosessuali. Dal 2014 ha mutato nome in Alliance for Therapeutic Choice and Scientific Integrity (Alleanza per la scelta terapeutica e l'integrità scientifica, abbreviata come ATCSI).
Fu fondata nel 1992 da Joseph Nicolosi e Charles Socarides (principali teorici della terapia di conversione), nonché da Benjamin Kaufman. La sua sede di riferimento è a Encino, in California, ed è associata al centro terapeutico Thomas Aquinas Psychological Clinic, fondato da Nicolosi. Il NARTH non ha ottenuto il riconoscimento delle principali associazioni professionali statunitensi.
Il NARTH si descrive come organizzazione "dedita all'assistenza degli individui che hanno a che fare con attrazioni omosessuali non desiderate" e che si propone di "rendere la vera terapia psicologica disponibile a tutti gli uomini e le donne omosessuali che ricercano il cambiamento".
La sua promozione della terapia riparativa dell'omosessualità quale metodo scientificamente fondato è contraddetta dal pensiero scientifico dominante. Ad esempio, l'American Psychological Association, dopo un lungo e acceso dibattito a livello nazionale che il 17 maggio 1990 portò a derubricare l'omosessualità dal DSM-IV (dibattito cui partecipò lo stesso Nicolosi), sostiene che l'omosessualità sia una variante normale e positiva dell'orientamento sessuale della specie umana, e non più un disturbo mentale.
Al contrario, Nicolosi riteneva che, se l'omosessualità può essere compatibile con l'Io cosciente, essa non lo può essere coi livelli più profondi del Sé, costituendo un fallimento sintomatico nell'autointegrazione della propria identità. La comparsa dei sintomi evidenzierebbe la sua incompatibilità con l'autentica natura umana.
La task force dell'APA sulle risposte terapeutiche appropriate per l'orientamento sessuale afferma che, sebbene esistano gruppi di persone, qualificate come distoniche, che vivono la propria attrazione verso lo stesso sesso con un sentimento di angoscia, non sussistano evidenze scientifiche rigorose circa l'efficacia degli sforzi degli ex-gay per modificare il proprio orientamento sessuale. Alcune persone che hanno intrapreso questo tipo di percorso psicoanalitico ne sono state danneggiate.

## Storia
Il NARTH fu fondato nel 1992 da Benjamin Kaufman, Charles Socarides e Joseph Nicolosi. In un articolo intitolato In Defense of the Need for Honest Dialogue (In difesa della necessità di un franco dialogo), Kaufman dichiarò che i tre avevano fondato il NARTH perché l'American Psychiatric Association e simili organizzazioni professionali "avevano totalmente soffocato l'indagine scientifica che sarebbe stata necessaria per stimolare una discussione" sull'omosessualità.
Il NARTH era esonerato dalle tasse federali ai sensi della sezione 501(c)(3) del titolo 26 dello United States Code. Tale beneficio fu revocato nel settembre 2012 dall'Internal Revenue Service a causa del mancato deposito della documentazione richiesta.

## Attività
NARTH sosteneva di essere un'organizzazione laica, differenziandosi in questo aspetto da altri gruppi di ex-gay che erano principalmente di natura religiosa (soprattutto di confessioni cristiane: cattolici, mormoni, ecc.). Purtuttavia, il NARTH collaborava con altre organizzazioni aderenti alla coalizione Positive Alternatives to Homosexuality (quali: Jews Offering New Alternatives for Healing, Joel 2:25 International ed Evergreen International).
Nel luglio 2011, il NARTH non ha versato le sue quote al California Board for Behavioral Sciences ed è stata quindi rimossa dall'elenco dei gruppi che forniscono crediti per la formazione continua ai terapisti che esercitano nello Stato della California. Il NARTH era un soggetto accreditato per la formazione continua fin dal 1998.
Da allora in poi nessuna scuola, università o programma professionale ha più continuato a formare consulenti in terapia riparativa.

## Visione dell'omosessualità
Nella homepage del proprio sito ufficiale, il NARTH ha affermato di essere d'accordo con l'American Psychological Association (APA) sul fatto che nella maggior parte delle persone "fattori biologici, psicologici e sociali" modellino l'identità sessuale durante le prime fasi della vita. Tuttavia, il NARTH enfatizza maggiormente l'importanza dei fattori psicologici. Esempi di fattori psicologici includono problemi nelle prime relazioni familiari, la seduzione sessuale e un senso di alterità non proporzionale percepito rispetto ai coetanei del medesimo sesso, fattori che possono condurre a un disturbo dell'identità di genere. Secondo il NARTH, la società incoraggia i giovani insicuri a identificarsi come gay. Questo incoraggiamento può influire nella direzione dello sviluppo omosessuale. Il NARTH ammette che esistono anche fattori biologici che possono influenzare l'orientamento sessuale (come fattori ormonali in età prenatale o una predisposizione genetica non di tipo deterministico), ma afferma anche che tali fattori non significano che l'omosessualità sia normale, vale a dire una parte inevitabile o immutabile del disegno intelligente della vita umana. Secondo il NARTH, i risultati della ricerca scientifica supportano l’idea che l’omosessualità non sia un’alternativa sana e naturale all’eterosessualità. Il NARTH vede questa idea come una “norma sociale di antica origine".
La terapia riparativa svolge ancora un ruolo importante anche ad anni di stanza dalla fondazione del NARTH. Il Washington Post ha riportato che i sostenitori della terapia riparativa sono concordi circa il fatto che "l'omosessualità non è innata" e non possa mai essere descritta "come normale". Gli psicologi che praticano la terapia riparativa sottolineano in genere che i loro clienti hanno scelto liberamente tale metodo, non vedendo una contraddizione tra la possibilità di una scelta veramente consapevole nella presunta condizione patologica dell'omosessualità. Dal loro punto di vista, gli omosessuali sono “condannati a condurre una vita miserabile e malsana”. Tuttavia, il NARTH sottolinea sul suo sito web che solo alcuni dei terapeuti da essa rappresentati considerano patologica l'omosessualità, mentre altri lasciano aperta la questione.
Secondo David Leaman, le persone non dovrebbero definirsi omosessuali a meno che non abbiano scelto deliberatamente uno “stile di vita omosessuale”, dal momento che la mera presenza di certi dubbi sulla propria sessualità non significa automaticamente che si sia omosessuali.
Tra i membri del NARTH esistono opinioni diverse sulle cause esatte dell'omosessualità:
- per alcuni di essi è uno disturbo che merge durante lo sviluppo, in particolare un " disturbo dell'identità di genere", che porta a un'idealizzazione romantica e alla sessualizzazione di quelle qualità che l'individuo sperimenta dentro di sé come carenti. Questa opinione è diffusa tra i sostenitori delle terapie di riorientamento degli ex-gay;[18]
- altri, come Uriel Meshoulam, si astengono dal giudicare la patologia e credono che si debbano semplicemente affrontare i problemi soggettivi del cliente, aiutandolo nelle sue rappresentazioni mentali ed atteggiamenti nei confronti della sua sessualità. Molti imparano a ridefinire sé stessi e la propria sessualità, espandendo il proprio potenziale umano;[18]
- altri ancora, come Mark Stern, vedono l'omosessualità non come una disfunzione, ma come un potenziale mancato: gli omosessuali si chiudono in una parte di sé rinnegando la procreazione.[18]

Il fondatore e leader Joseph Nicolosi sostiene che l'omosessualità sia un disturbo dello sviluppo potenzialmente prevenibile. Quest'ultimo si fonda su una sorta di deficit nell’identità di genere e costituisce un "impulso a riparare ” questo deficit.
Nella maggior parte dei casi, le informazioni di NARTH si riferiscono all'omosessualità maschile. L’omosessualità femminile è raramente menzionata.

### Critiche
A partire dagli anni Novanta, le principali società psichiatriche e psicologiche sono diventate dell'avviso che l'omosessualità non fosse un disturbo. Timothy Kincaid, collaboratore di Ex-Gay-Watch, ha criticato aspramente le opinioni del NARTH. Alcuni membri di quest'ultimo hanno dimostrato una sorprendente livello di ignoranza delle persone omosessuali dell'età moderna, mentre alcuni di essi hanno espresso il proprio disgusto con termini che Kkincaid ha descritto come riprovevoli.
Sul sito del NARTH si trovano diversi documenti che citano come coautore Paul Cameron, espulso dall'APA nel 1983, nell'ambito di studi che utilizzano metodi scientifici altamente controversi e di dubbia attendibilità.
Un articolo di Dean Byrd, ex presidente eletto del NARTH, si riporta che secondo il genetista Francis Collins l'omosessualità può essere cambiata in quanto non determinata geneticamente. Collins ha poi corretto queste affermazioni, dichiarando che allo stato attuale della ricerca scientifica l'omosessualità risulta avere una correlazione con fattori genetici. Sebbene risultino coinvolti anche fattori non di tipo genetico, egli non lasciò intendere in alcun modo che questi fattori potessero essere modificati. Secondo Warren Throckmorton, che applica una terapia di riorientamento sessuale, quest'ultima affermazione sullo stato attuale della ricerca è quella che dovrebbe essere divulgata al pubblico. In particolare, occorre tenere presente che esistono anche forme di apprendimento irreversibili, come l'imprinting, cioè comportamenti che, sebbene non siano innati o fissati geneticamente, non possono comunque essere più modificati.
In tre documenti, diffusi come di consueto da molti media conservatori, viene citato uno studio del 2003 a prima firma di Maria Xiridou condotto in una clinica per malattie sessualmente trasmissibili di Amsterdam, affermando che, secondo quest'ultimo, mediamente le relazioni tra persone omosessuali abbiano una durata breve, un basso livello di coinvolgimento emotivo e che la fedeltà al proprio partner sia praticamente inesistente. Lo studio si basava su una coorte di uomini dichiaratamente non monogami e con una percentuale relativamente alta di uomini sieropositivi.

## La terapia secondo il NARTH
Il NARTH presta tipicamente assistenza a persone che desiderano ridurre i propri rapporti omoerotici e le loro relazioni omosessuali. A tale scopo offrono la terapia di conversione che, diversamente da altre associazioni di psicoterapeuti, ritengono efficaci ed eticamente giustificate. Tali metodi di cura non integrano la cosiddetta psicoterapia affermativa degli omosessuali per gestire il conflitto interiore fra l'orientamento omosessuale e il proprio sistema di credenze e valori.
Nicolosi deduce dalla sua esperienza clinica che il rapportarsi con i bisogni emotivi più profondi e con i deficit di identità percepiti genera una diminuzione delle fantasie e dei comportamenti omosessuali. Per molti, ciò si traduce in un risveglio della reattività eterosessuale. Il riorientamento procede lentamente e di solito richiede diversi anni di tempo. Nicolosi ha dichiarato che un terzo dei suoi pazienti sarebbe “guarito”: non avrebbero più avuto rapporti sessuali omoerotici, mentre l’intensità e la frequenza del desiderio omosessuale si sarebbero ridotti, sebbene non fossero sempre del tutto scomparsi. Un altro terzo ha sperimentato cambiamenti significativi: comprendono la propria omosessualità, hanno conseguito un certo livello di controllo, sebbene continuino ad avere rapporti sessuali con persone dello stesso sesso. L'ultimo terzo non subisce cambiamenti. Non sono note dichiarazioni sull'ulteriore decorso della vita degli ex pazienti né su ulteriori "progressi della guarigione" o possibili "ricadute", perché l'esperienza clinica è limitata solo al periodo di trattamento in corso.

### Critiche
Le tesi di Nicolosi sono contraddette da tutte le principali associazioni professionali nazionali e internazionali, secondo le quali l'orientamento sessuale non può più essere modificato in modo significativo dopo la prima infanzia, poiché esso è determinato biologicamente nella prima infanzia, con l'eventuale partecipazione di fattori psicologici. Le associazioni non ritengono dannosi tali influssi quando portano all’omosessualità.
Il chirurgo generale degli Stati Uniti David Satcher e le associazioni professionali American Medical Association, American Psychological Association, American Psychiatric Association, American Counseling Association e Mental Health America si sono espressi all'unanimità contro l'approccio della terapia riparativa, evidenziandone i profili di rischio.
Tuttavia, due ex leader dell'APA (Robert Perloff, 2004; Nicholas Cummings, 2005) hanno ribadito che l'American Psychological Association non ha nulla da obiettare agli psicologi che forniscono supporto terapeutico ai loro clienti per aiutarli a raggiungere l'obiettivo scelto liberamente di sviluppare il proprio potenziale eterosessuale. Anche il presidente dell'APA Gerald Koocher (2006) ha commentato questo aspetto, sebbene in modo lievemente più sfumato rispetto ai suoi predecessori.
La psicologa americana Lisa Diamond, autrice di studi sull'identità sessuale delle donne e ricercatrice all'Università dello Utah, ha criticato l'uso improprio dei suoi dati fatto dal NARTH nel 2008. In particolare, ha accusato Joseph Nicolosi di aver abusato dei suoi dati e di averli interpretati erroneamente in modo irresponsabile.

## Affiliazioni
NARTH aveva diversi collegamenti con gruppi religiosi come Evergreen International e la Chiesa di Gesù Cristo dei Santi degli Ultimi Giorni. Inoltre, ha supportato l'organizzazione cristiana britannica Core Issue Trust.
Il sito web di Evergreen definiva i metodi terapeutici di Joseph Nicolosi come "benefici". Nicolosi aveva collaborato con A. Dean Byrd (un membro del consiglio di Evergreen, direttore della formazione clinica per LDS Family Services, professore alla Brigham Young University e fondatore della Foundation for Attraction Research) nella stesura di diversi articoli sulla terapia riparativa. Byrd è stato anche presidente del NARTH e, nel settembre 1999, ha pubblicato un articolo nella rivista della Chiesa di Gesù Cristo dei Santi degli Ultimi Giorni.
Nel 2003, i capi della Positive Alternatives to Homosexuality (PATH) hanno accolto il NARTH come membro.

## Controversie

### Posizioni sull'eziologia e mutevolezza dell'omosessualità
I fondatori sostenevano che l'omosessualità fosse una malattia mentale curabile e che l'orientamento sessuale di una persona potesse essere cambiato mediante la terapia. Tale terapia di conversione è pseudoscientifica, dannosa e immorale secondo le principali organizzazioni mediche e psicologiche negli Stati Uniti e di altri Paesi esteri. Socarides in particolare ha affermato a metà degli anni '90 di aver curato circa mille pazienti omosessuali e di averne guariti più di un terzo affrontando le cause genitoriali di un padre distante e di una madre autoritaria.
Le affermazioni che patologizzano l'omosessualità e affermano che può essere cambiata attraverso la terapia sono state stigmatizzate da quasi tutte le principali associazioni mediche statunitensi, tra cui l'American Medical Association e l'American Psychiatric Association. Nel 2006, l'American Psychological Association ha dichiarato che il NARTH ha creato "un ambiente in cui pregiudizi e discriminazioni possono prosperare". Il Southern Poverty Law Center (SPLC) ha descritto l'organizzazione come una delle principali fonti di spazzatura scientifica utilizzata dai gruppi di odiatori per supportare la retorica anti-gay. Il NARTH è stata accusata dalla Human Rights Campaign e dalla Truth Wins Out di impiegare metodi abusivi per tentare di cambiare l'orientamento sessuale.
Nel maggio 2000 una popolazione di 187 terapisti che praticavano la terapia di conversione (su 206 intervistati) dichiarava che la decisione di depatologizzare l'omosessualità era antiscientifica e causata da ragioni politiche. Essi ritenevano che la terapia fosse un'opzione etica ed efficace, e che i propri clienti, insoddisfatti della loro omosessualità, traessero benefici dalla terapia di conversione, sperimentando cambiamenti del proprio orientamento sessuale e un migliore funzionamento generale della psiche.

### Abba Goldberg
Nel 2010, il segretario esecutivo del NARTH Abba Goldberg ha reso pubblica una condanna penale del 1991 per cospirazione e frode, per la quale aveva scontato diciotto mesi di prigione.

### George Rekers
George Rekers era un ex consulente scientifico del NARTH. In una serie di casi giudiziari che coinvolgono organizzazioni e agenzie statali che lavorano con i bambini, Rekers ha testimoniato in tribunale che l'omosessualità è distruttiva e contraria alla genitorialità di persone gay e lesbiche. Nel maggio 2010, Rekers ha assunto un maschio come compagno di viaggio per una vacanza di due settimane in Europa. Rekers fece causa per diffamazione, rigettando ogni insinuazione che fosse gay.
Il presunto accompagnatore maschio dichiarò alla CNN di aver praticato a Rekers dei "massaggi sessuali" mentre viaggiavano insieme in Europa. Rekers dal suo sito personale non ha negato il viaggio, aggiungendo di "non essere stato coinvolto in alcun comportamento illegale o sessuale con il suo compagno di viaggio" e di essersi accorto dei suoi annunci relativi a un'attività di prostituzione soltanto quando il viaggio era già iniziato. Rekers si è successivamente dimesso dal comitato direttivo del NARTH.

### Gerald Schoenewolf
Nel 2005 il NARTH pubblicò nel suo sito un saggio intitolato Gay Rights and Political Correctness: A Brief History (Diritti gay e correttezza politica: una breve storia), a firma del consulente scientifico Gerald Schoenewolf. Il saggio conteneva diverse affermazioni controverse, ad esempio che i movimenti per i diritti civili e per i diritti gay sono "distruttivi", che l'American Psychological Association "è stata colonizzata da fanatici gay" e che gli africani sono stati fortunati a essere venduti come schiavi. Il saggio attirò scarsa attenzione fino a quando, a metà settembre 2006, una lettera di protesta non fu presentata al NARTH dalla National Black Justice Coalition. Truth Wins Out chiese quindi a Focus on the Family di annullare un intervento programmato di Nicolosi alla loro conferenza. Nicolosi si presentò come previsto, ma il saggio di Schoenewolf fu rimosso dal sito web del NARTH lo stesso giorno. Il 6 ottobre 2006, il NARTH pubblicò una dichiarazione: "Il NARTH si rammarica dei commenti fatti dal dott. Schoenewolf sulla schiavitù che sono stati fraintesi da alcuni dei nostri lettori".

### Richard A. Cohen
Tra marzo e aprile del 207 furono eliminati dal sito del NARTH tutti i riferimenti a Richard A. Cohen, che perse popolarità a seguito di un'apparizione televisiva in cui aveva dichiarato che lo scambio di effusioni e coccole tra uomini era un metodo per curare l'omosessualità, quale presunto rimedio compensativo e sostitutivo di una carenza di affetto paterna.

## Organizzazioni correlate
Dopoché nel febbraio 2002 l'American Academy of Pediatrics si è pronunciata a favore della possibilità di concedere a una persona omosessuale la facoltà di adottare dei bambini, non riscontrando degli effetti negativi sul loro sviluppo dei bambini, nell'ottobre 2002 coloro che contestavano questa decisione hanno fondarono un'organizzazione molto simile, l'American College of Pediatrics (ACP), che, a partire dal suo fondatore, si riconosceva nella tradizione ebraico-cristiana. Al 2010 contava circa 200 membri.
Cinque dei sette membri del Comitato per lo sviluppo psicosociale pediatrico erano membri senior del NARTH (A. Dean Byrd, Joseph Nicolosi, George Alan Rekers, Arthur A. Goldberg e Rick Fitzgibbons). Oltre a questi, John Raney è stato anche redattore e correttore del controverso diario dello psicologo Paul Cameron. 
Nell'aprile 2010 lanciarono il sito web Facts About Youth e una mailing list rivolta alle scuole. Lo psicologo cristiano Warren Throckmorton, autore del Sexual Identity Therapy Framework, ha criticato il fatto che il sito si fosse presentato come un'autovalutazione “apolitica e areligiosa” dei fatti attualmenti esistenti sull'argomento. A suo parere, invece, era una presentazione unilaterale di vecchi ricerche ormai superate con un prevalente orientamento a favore della terapia riparativa. L'American Academy of Pediatrics criticò il sito poiché non teneva conto delle evidenze scientifiche disponibili. Alcune pubblicazioni scientifiche sono state interpretate arbitrariamente, e tre scienziati (Gary Remafedi, Francis Collins e Warren Throckmorton) si sono dissociati pubblicamente dall'errata interpretazione delle loro opere.